# Benjamín Zorrilla
Benjamín Zorrilla (Sucre, 25 de marzo de 1840-Buenos Aires, 25 de julio de 1896) fue un jurisconsulto y político argentino, que se desempeñó como gobernador de la provincia de Salta entre 1869 y 1871, y como ministro del Interior entre 1879 y 1880 y entre 1895 y 1896, durante las presidencias de Nicolás Avellaneda (1874-1880) y de José Evaristo Uriburu (1895-1898).

## Trayectoria política

### Gobernador de Salta (1869-1871)
Benjamín Zorrilla asumió como gobernador en 1869, sucediendo a Delfín Leguizamón, quien completaba el mandato de Sixto Ovejero. Durante su gestión se impulsó la educación en la provincia, llegándose a crear una Comisión de Instrucción Pública para que se supervisase el tema; además, se colocó la piedra fundamental de la Escuela Normal y se autorizó la compra de un lote para la construcción de una escuela de agronomía.
También impulsó la creación de nuevas líneas de correo, y se regularon las obligaciones de los agricultores y ganaderos. Su gobierno finalizó en 1871, siendo sucedido por Delfín Leguizamón. Tras finalizar su mandato, Zorrilla fue elegido diputado nacional por Salta en 1874, cargo que ocupó hasta 1876.

### Ministro de Avellaneda
En octubre de 1879, el presidente Nicolás Avellaneda lo nombró Ministro del Interior en reemplazo de Domingo Faustino Sarmiento; se desempeñó en el cargo hasta el final del mandato de Avellaneda, el 12 de octubre de 1880.

### Otros cargos
Tras su paso por el ministerio, Zorrilla se desempeñó como director del Banco Nacional en 1881. Al año siguiente, en 1882, actuó como vicepresidente del Congreso Pedagógico Internacional Sudamericano.

### Consejo Nacional de Educación
Entre 1882 y 1895 se desempeñó como presidente del Consejo Nacional de Educación. Fue precedido por Domingo Faustino Sarmiento, quien fue presidente del Consejo entre 1881 y 1882. Durante los 13 años de su presidencia, Zorrilla llevó a cabo muchos proyectos de modernización del sistema escolar en Argentina. Subieron las tasas de asistencia a la escuela primaria y también la cantidad de profesores diplomados por las escuelas normales del país.

### Ministro de Uriburu
En 1895, el presidente José Evaristo Uriburu, sucesor de Luis Sáenz Peña, lo nombró Ministro del Interior. Sin embargo, se vio obligado a renunciar por una enfermedad al año siguiente, en 1896; falleció ese mismo año.